# 링컨 하이웨이

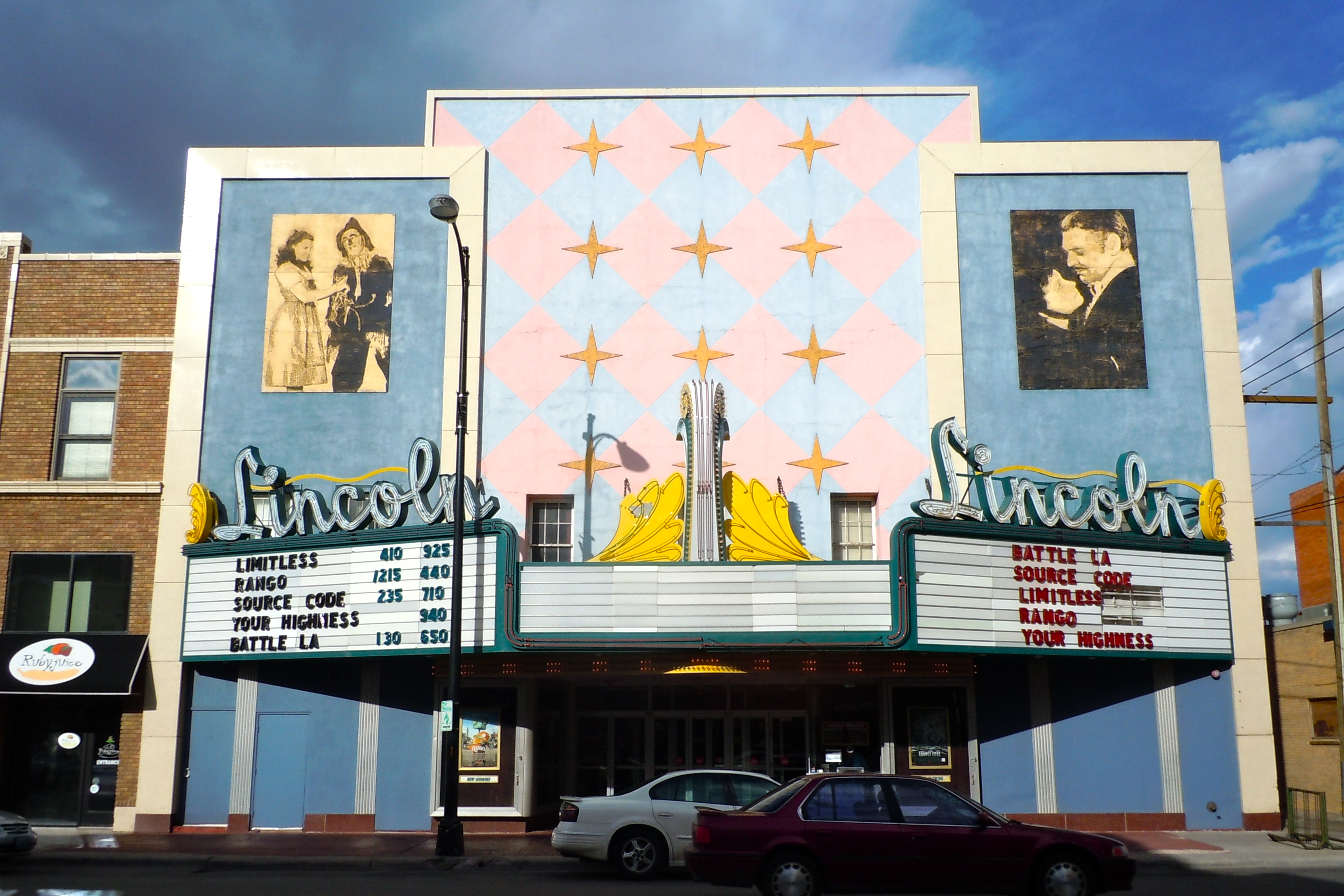
와이오밍주 샤이엔에 위치하고 있는 링컨 극장 전경

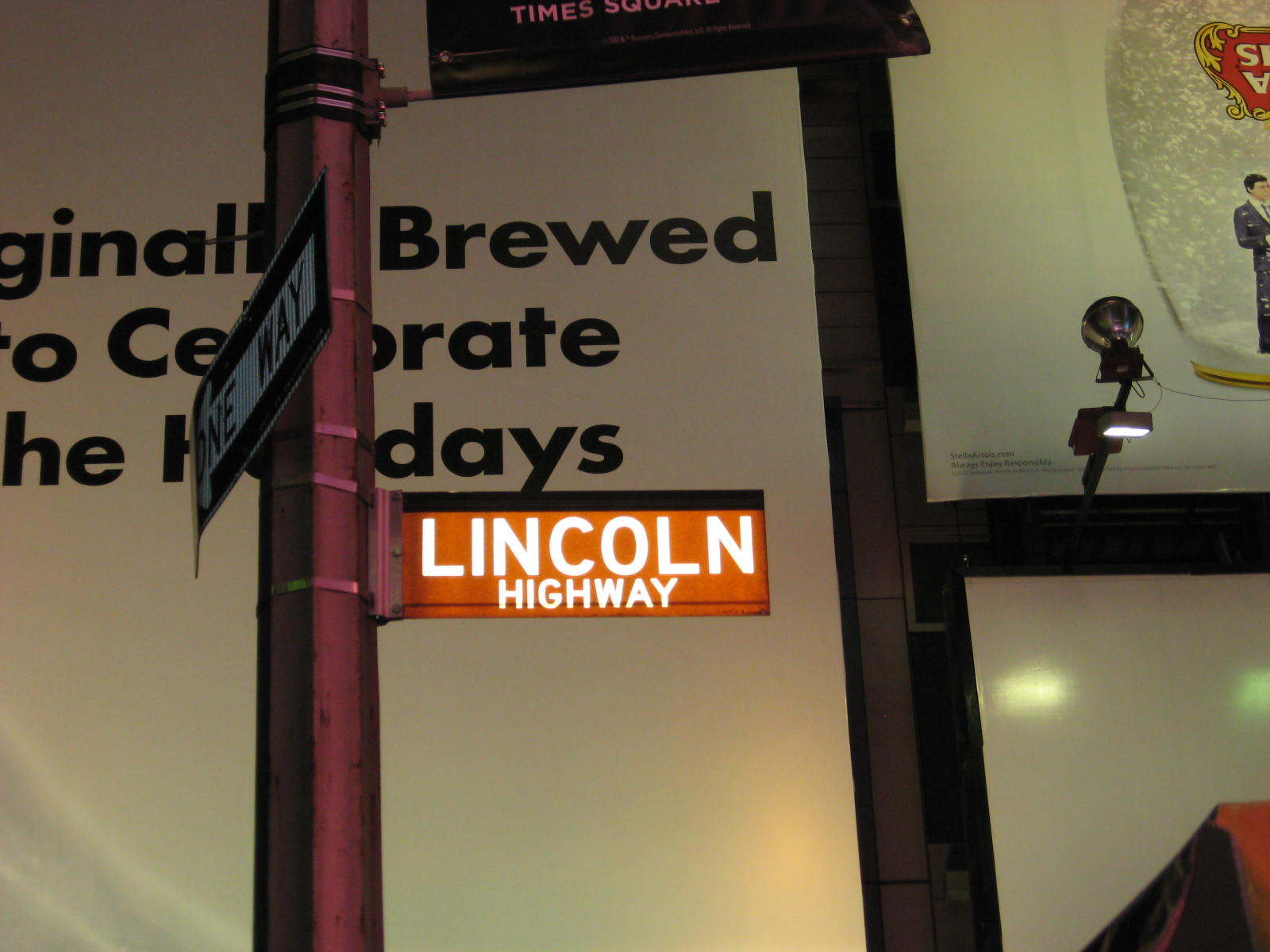
뉴욕 타임스 스퀘어의 42번가와 브로드웨이의 교차로에 위치하고 있는 링컨 하이웨이의 종점을 안내하고 있는 표지판

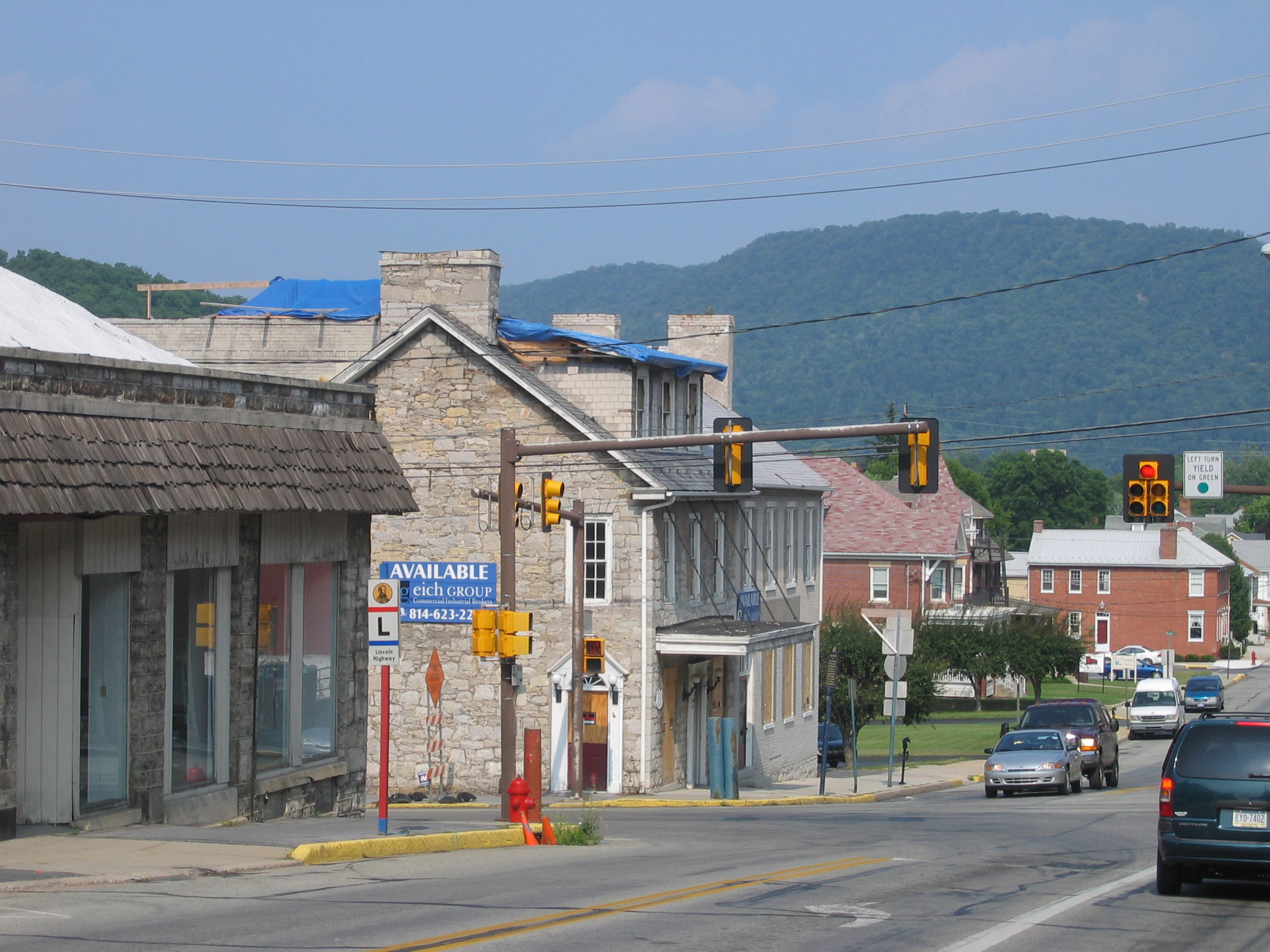
미국 펜실베이니아주 베드퍼드를 통과하고 있는 링컨 하이웨이 관련 표지판

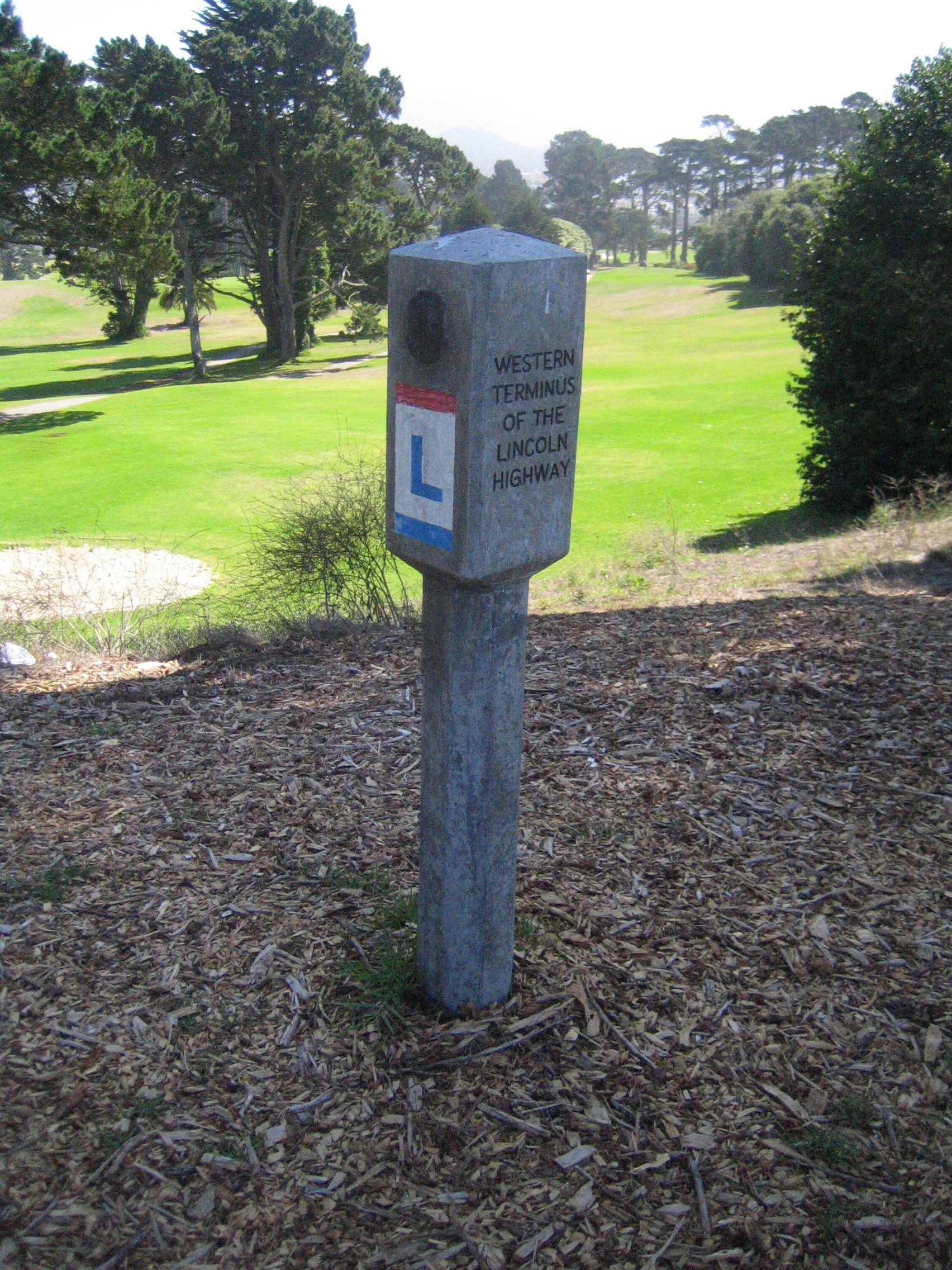
샌프란시스코의 링컨 공원을 기점으로 하는 링컨 하이웨이 관련 표지판

링컨 하이웨이(Lincoln Highway)는 미국 본토 전 지역 내에서의 자동차들을 위한 미국 최초의 대륙 횡단 도로 노선 중 하나이다. 1912년 인디애나주의 기업가인 칼 G. 피셔에 의해 최초로 창시한 것으로 나와 있으며, 1913년 10월 31일 공식적으로 헌납하였던 것으로 보인다. 링컨 하이웨이는 뉴욕의 타임스 스퀘어와 샌프란시스코의 링컨 공원을 이어주고 있는 주요 도로이다. 또한 링컨 하이웨이를 통과하고 있는 13개의 주는 뉴욕주, 뉴저지주, 펜실베이니아주, 오하이오주, 인디애나주, 일리노이주, 아이오와주, 네브래스카주, 콜로라도주, 와이오밍주, 유타주, 네바다주 등은 물론 그리고 캘리포니아주 등으로 구성되어 있다. 1915년에는 "콜로라도 루프"(Colorado Loop)가 목록에서 제외되었고, 1928년에는 구간이 다시 배치됨에 따라 웨스트버지니아주의 북쪽 끝자락을 통과하고 있는 형태로 선형 및 경로가 바뀐 상태이다. 이에 따라 총 14개의 주, 128개의 군, 700여개의 도시 및 마을 등지를 휘젓고 다니면서 미국 본토에서 가장 큰 간선도로가 최초로 탄생된 것으로 보인다. 
1913년 당시의 링컨 하이웨이는 공식적으로 제정될 당시의 총 연장은 3,389 마일(5,454 km)이다. 시간이 점점 흘러들면서 도로의 노면이 차츰 개선되었고, 수많은 구간에 걸쳐 다시 정비시켰던 것으로 보인다. 그리고 1924년에는 도로의 총 연장이 3,142 마일(5,057 km)로 200여 마일 정도 단축되었다. 아울러 본디의 경로와 이후에 다시 정비된 구간을 합산하여 계산된 수치로는 총합 5,872 마일 (9.450 km)이다.
그러나 링컨 하이웨이는 1926년 미국의 일반 국도(US 하이웨이)의 도로 번호 체계가 성립된 후 번호 지정제로 차츰 대체하면서, 노선이나 구간 중 상당수가 펜실베이니아주에서 와이오밍주까지 이어주는 국도 제30호선의 일부를 이룬다. 1950년대 들어 주간고속도로의 노선망이 조성되기 직후에는 종래의 링컨 하이웨이의 구간을 주간고속도로 제80호선으로 사실상 대체되었다.

## 1928~1930년 당시 여정
필라델피아에서 와이오밍주 서부지역 사이를 이어주는 구간의 대부분은 국도 제30호선과 일치하고, 미국 서부지역으로 횡단하고 있는 주간고속도로 제80호선의 일부, 네바다주에서 캘리포니아주까지 이어주는 국도 제50호선의 일부, 캘리포니아주 일부 지역을 통과하고 있는 국도 제40호선과의 구간이 링컨 하이웨이의 구간의 연선으로 이룬다. 다만 1928년에서 1930년 사이에 걸쳐 정렬된 링컨 하이웨이의 구간은 다음과 같다. 

### 주요 구간
- 뉴욕의 타임스 스퀘어의 브로드웨이 교차로에서 서쪽으로 약 6블럭 이격한 허드슨강까지의 42번가 사이의 구간
- 허드슨강 인근 뉴욕에서 서쪽으로 뉴저지주 저지시티까지 이어주는 홀랜드 터널
- 미국 1-9번 트럭 국도 : 저지시티에서 뉴어크 사이의 구간
- 뉴저지주도 제27호선(영어판) : 뉴어크에서 남서부 방면으로 프린스턴까지의 구간
- 국도 제206호선(영어판) : 프린스턴에서 남서부 방면으로 트렌턴까지의 구간
- 국도 제1호선 : 트렌턴에서 남서부 방면으로 필라델피아까지의 구간
- 국도 제30호선 : 필라델피아에서 펜실베이니아주를 가로질러 서부로, 웨스트버지니아주의 북부 끝자락을 거쳐 오하이오주와 인디애나주를 통과하여 서부로, 일리노이주의 오로라까지의 구간
- 일리노이주도 제31호선(영어판) : 오로라에서 북서부 방면으로 제네바 (일리노이주)까지의 구간
- 일리노이주도 제38호선(영어판) : 제네바에서 서부 방면으로 딕슨 (일리노이주)까지의 구간
- 일리노이주도 제2호선(영어판) : 딕슨에서 서부 방면으로 스털링(영어판)까지의 구간
- 국도 제30호선 : 스털링에서 서부 방면으로 일리노이주 서부, 아이오와주, 네브래스카주, 와이오밍주를 거쳐, 그레인저 (와이오밍주)(영어판)까지의 구간
- 주간고속도로 제80호선 : 그레인저에서 서부 방면으로 와이오밍주를 거쳐 유타주를 지나 네바다주의 웨스트웬도버(영어판)까지의 구간
- 국도 제93호선 및 국도 제93호선 대체선 : 웨스트웬도버에서 남부 방면으로 일리까지의 구간
- 국도 제50호선(영어판)[A] : 일리에서 서쪽으로 약 9마일 이격한 팰런 (네바다주)까지의 구간
- 팰런에서 서부 방면으로 약 9마일 이격한 세크라멘토 사이의 구간에는 시에라네바다산맥을 통해 두 갈림길이 가로지른 상태이다.
  - 시에라네바다산맥 북부 구간 : 미국 50번 국도의 네바다주 보조선이 워즈워스(영어판)를 거치며, 주간고속도로 제80호선과 구 국도 제40호선은 서부 방면으로 리노를 거쳐 도너 고개(영어판)를 지나 시에라네바다산맥을 거쳐 세크라멘토까지 연결됨.
  - 시에라네바다산맥 남부 구간 : 국도 제50호선(영어판)은 서쪽 방향으로 카슨시티를 거쳐 타호호랑 에코 고개(영어판)를 각각 지나 시에라네바다산맥을 통해 세크라멘토까지 연결됨.
- 구 국도 제40호선[B]은 세크라멘토에서 남서부로 센트럴밸리를 거쳐 버클리의 유니버시티 애비뉴 출구까지 이르는 구간
- 유니버시티 애비뉴 출구에서 서쪽으로 버클리 부두(영어판)까지 이어주는 주간고속도로 제80호선
- 샌프란시스코의 하이드스트리트 부두까지는
  - 하이드 거리에서 남쪽으로 2블럭 이격한 노스포인트 거리
  - 노스포인트 거리에서 서쪽으로 3블럭 이격한 반 네스가(영어판)
  - 반 네스가에서 남쪽으로 16블럭 이격한 캘리포니아 거리(영어판)
  - 캘리포니아 거리에서 서쪽으로 54블럭 이격한 32번가
  - 32번가에서 북쪽으로 2블럭 이격한 카미노 델 마르
  - 카미노 델 마르 안에 마련되어 있는 링컨 공원(영어판)으로 오면 링컨 공원의 시발점이 위치하여 있음.

## 의학
결합조직 층으로 구성되어 있는 경동맥초는 해리스 B. 모셔에 의해 목의 링컨 하이웨이(Lincoln Highway of the Neck)라고 표현되었다. 그래서 1929년 미국 오톨로지 아카데미에 보낸 연설을 통해 감염의 확산에 따른 구실로 인하여 이와 유사한 사실을 밝혀 낸 적이 있다.

## 갤러리

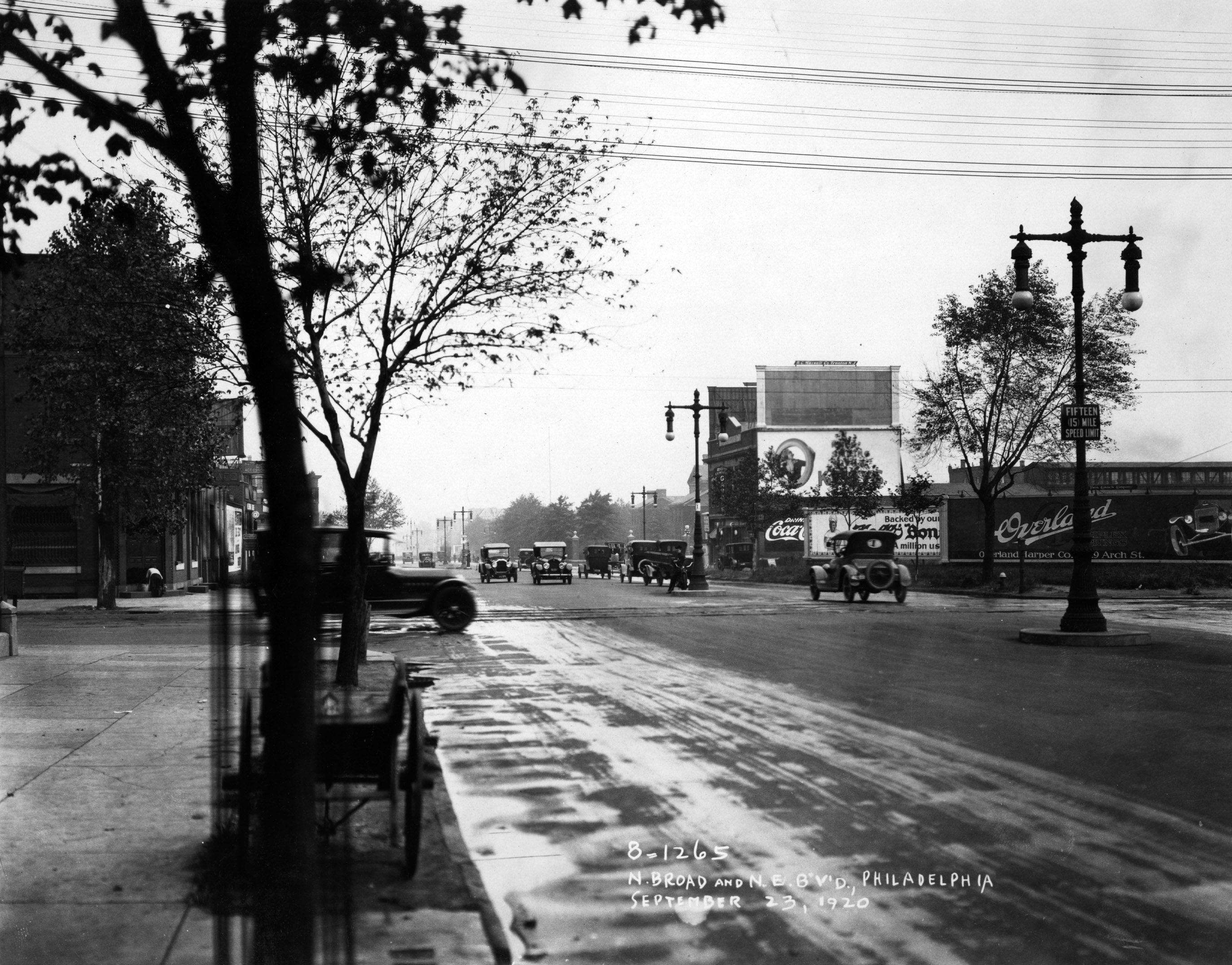
1920년 9월, 필라델피아의 브로드 거리와 노스이스트 대로의 교차로 부근 (현재의 루스벨트 대로로 알려져 옴)
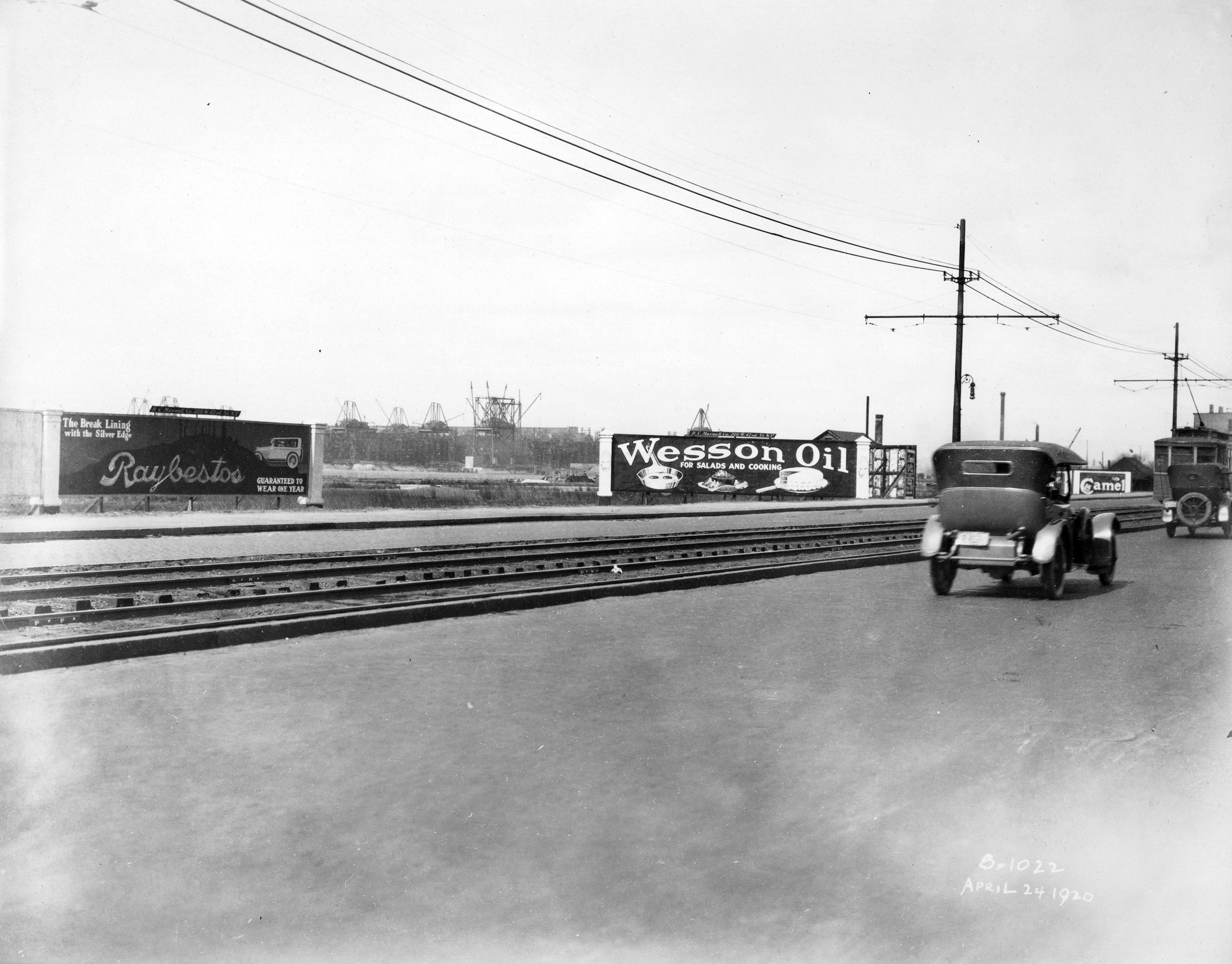
저지시티의 에섹스와 허드슨을 이어주는 링컨 하이웨이
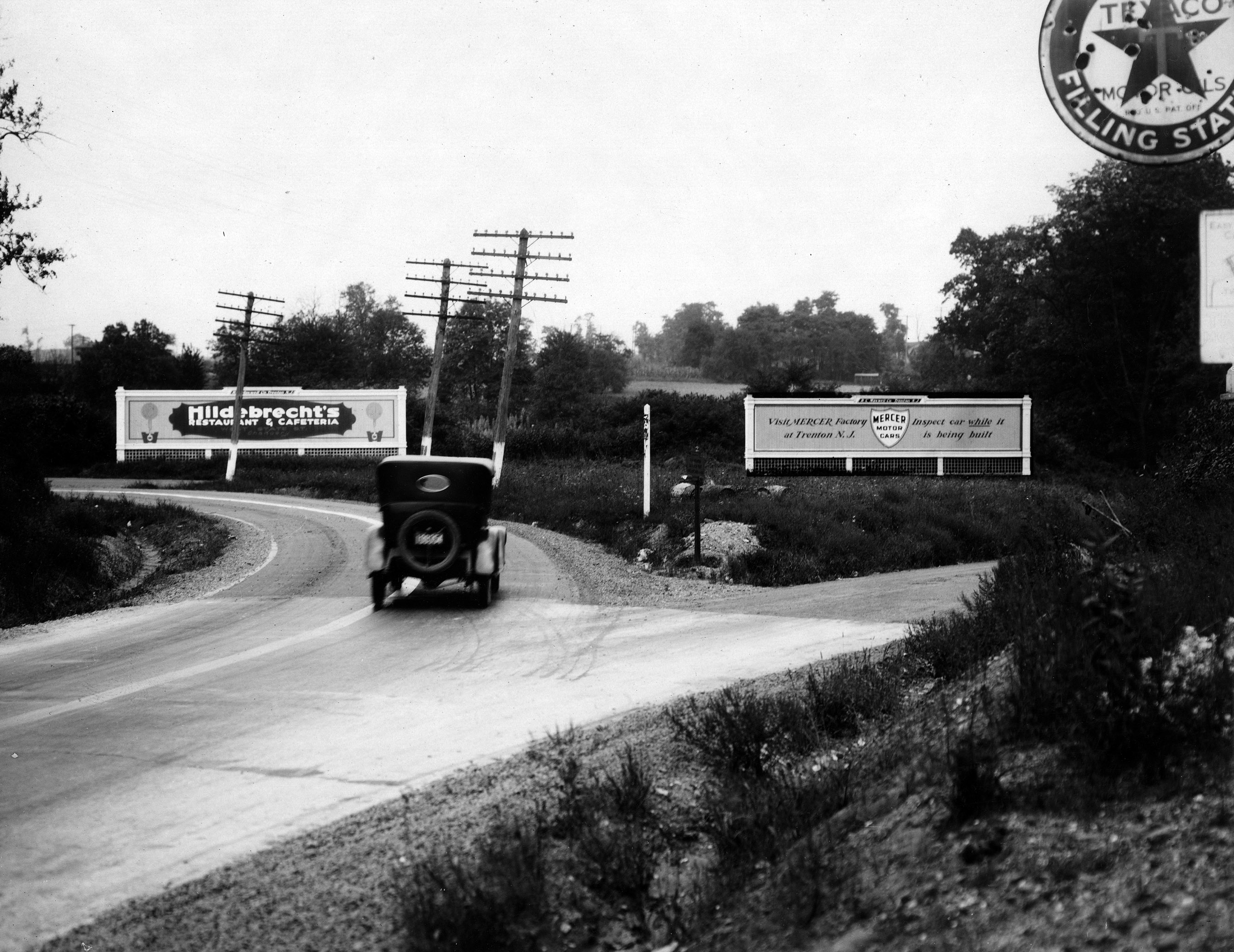
폴싱턴(영어판)에서 펜실베이니아 터널로 향하는 링컨 하이웨이
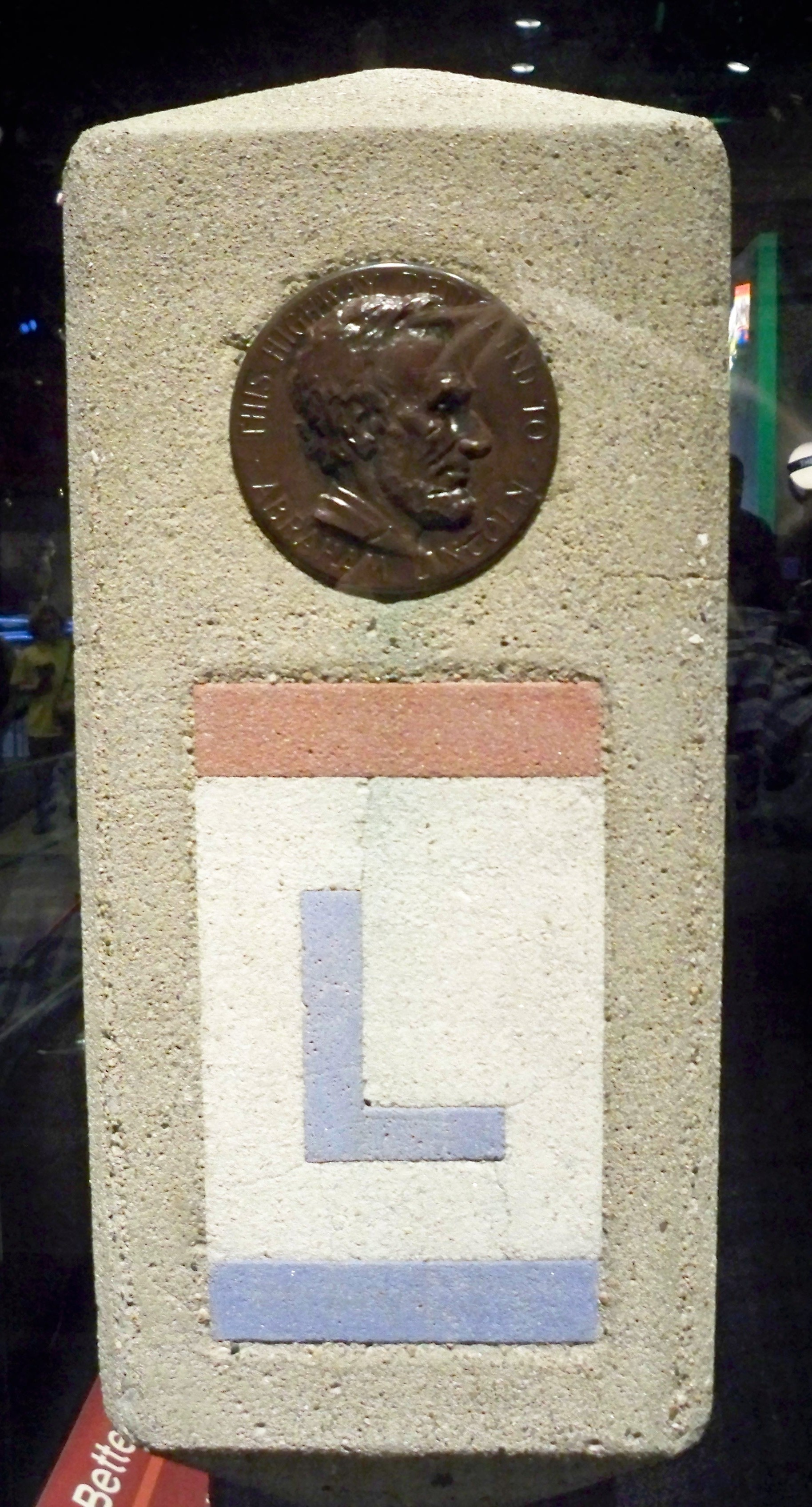
1928년 스미스소니언 국립 미국사 박물관의 링컨 하이웨이 표지판
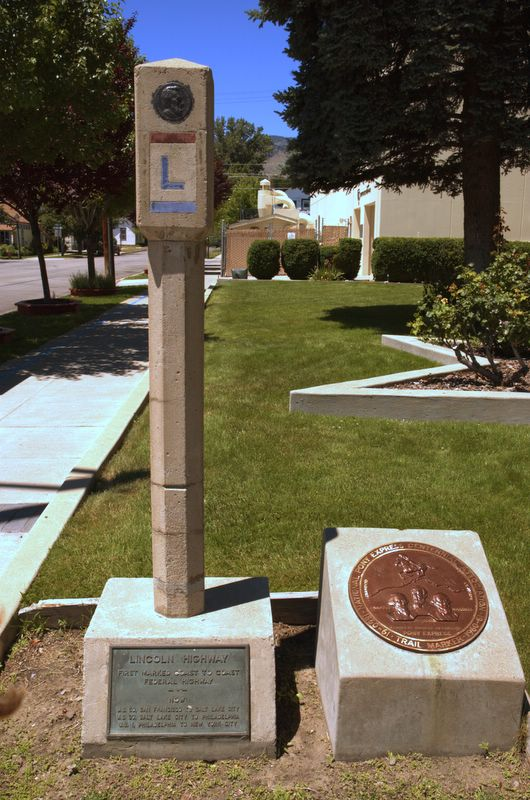
카슨시티에 위치하고 있는 링컨 하이웨이 표지판
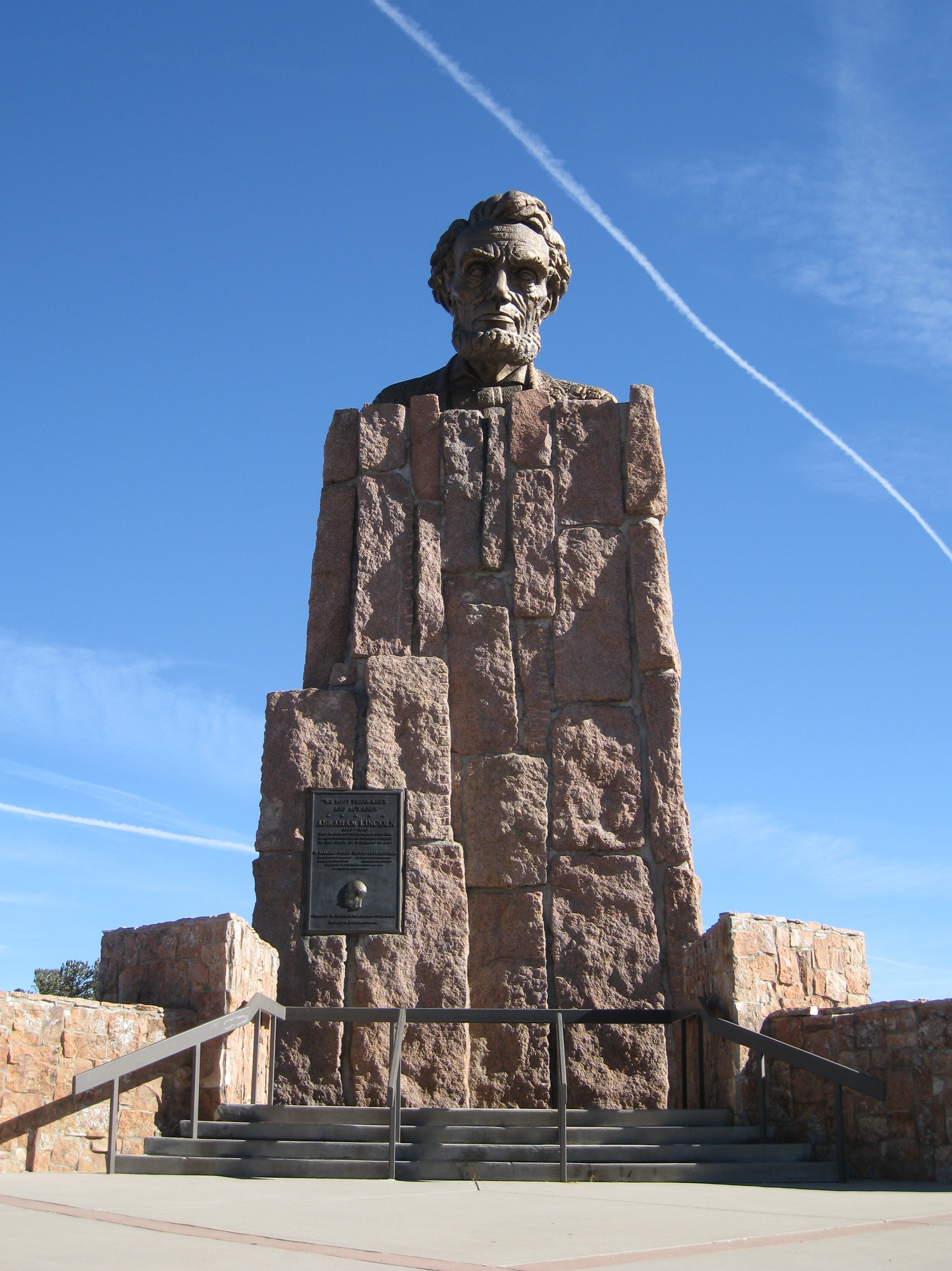
와이오밍주에 설치된 링컨 하이웨이 표지판
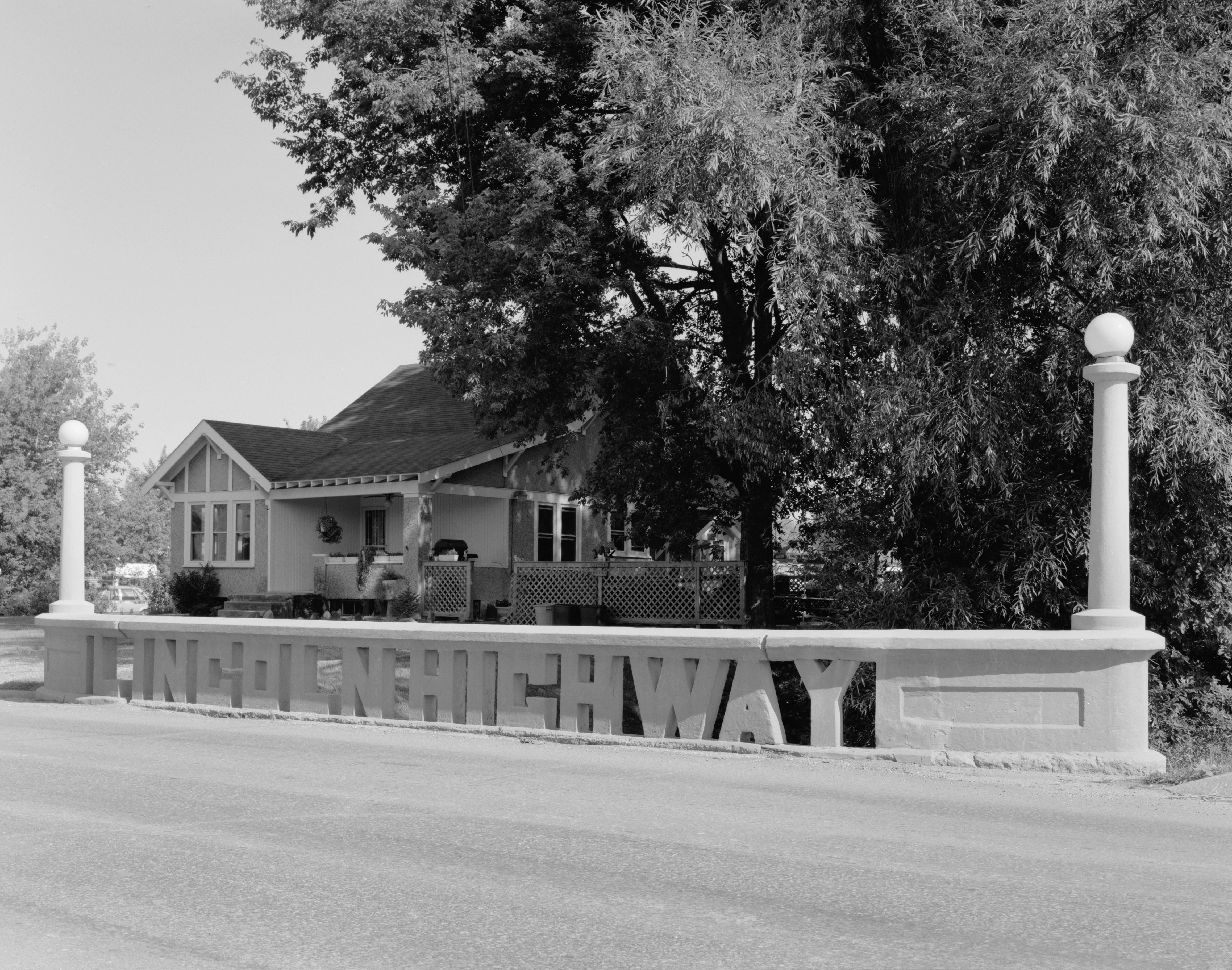
아이오와주 타마(영어판)에 설치된 링컨 하이웨이 관련 교량
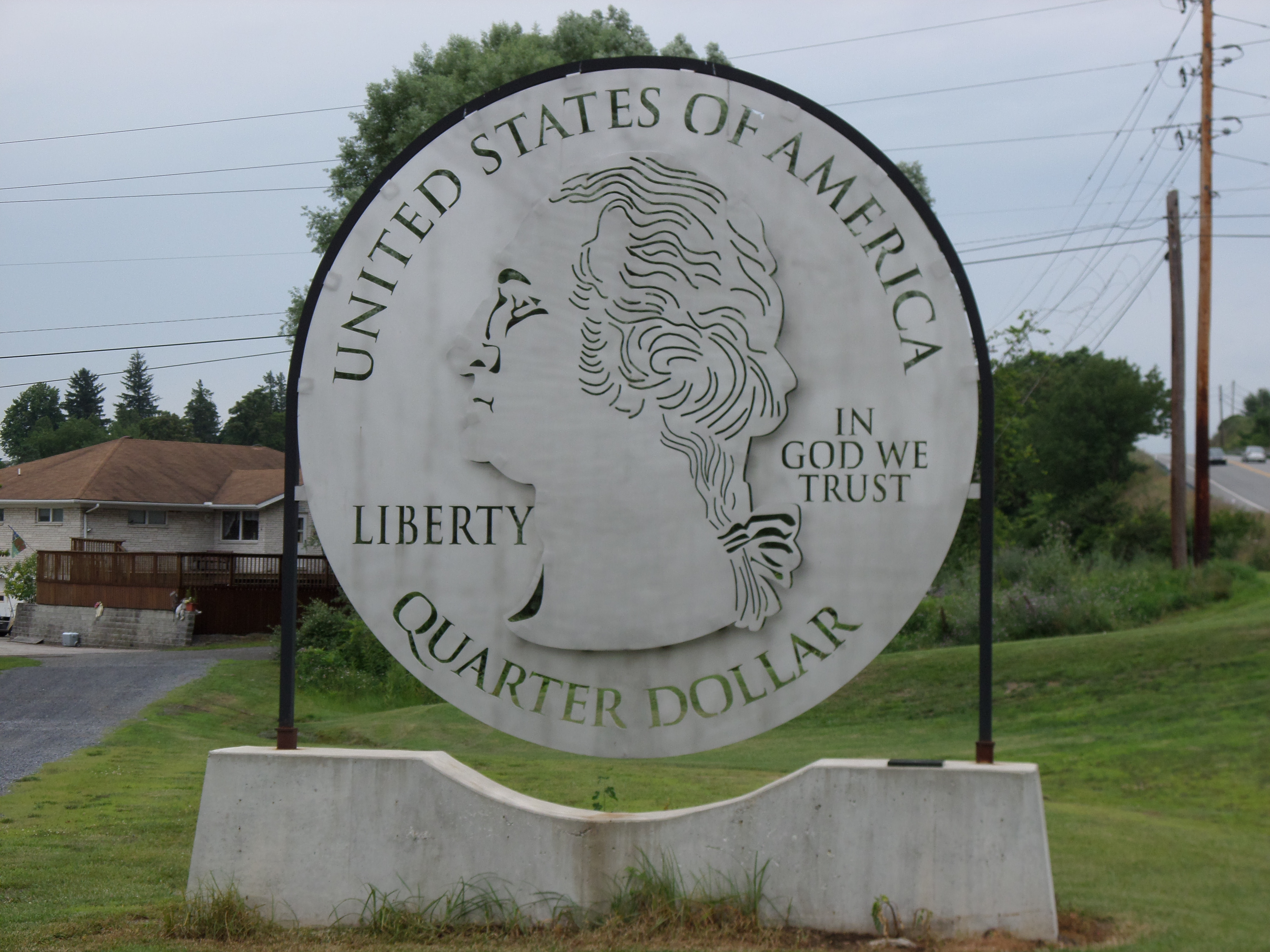
다운리버 골프장 입구에 마련된 오버사이즈 쿼터
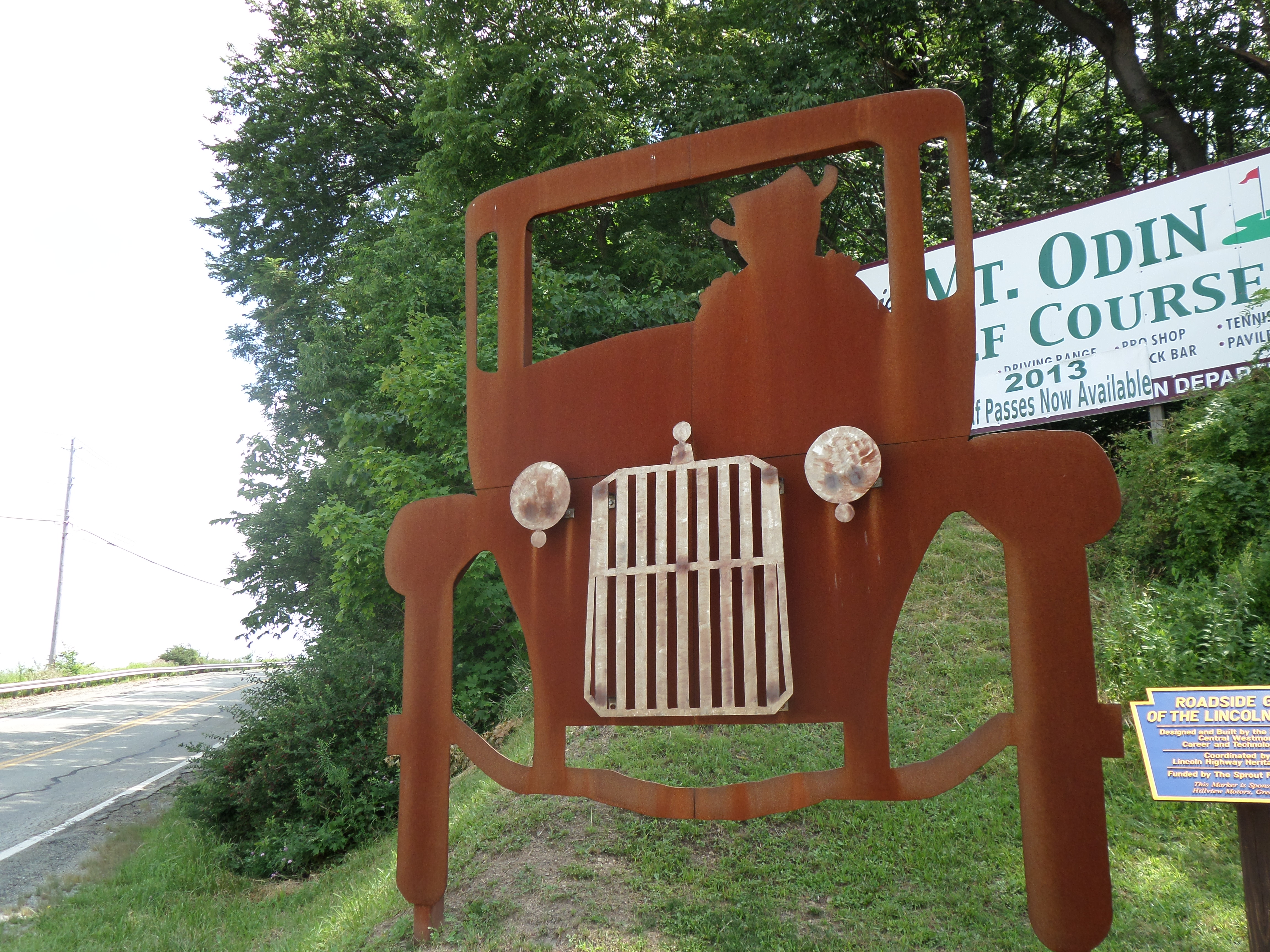
1920년대 당시 패커드와 운전사, 높이는 12 피트 (약 3.6m)
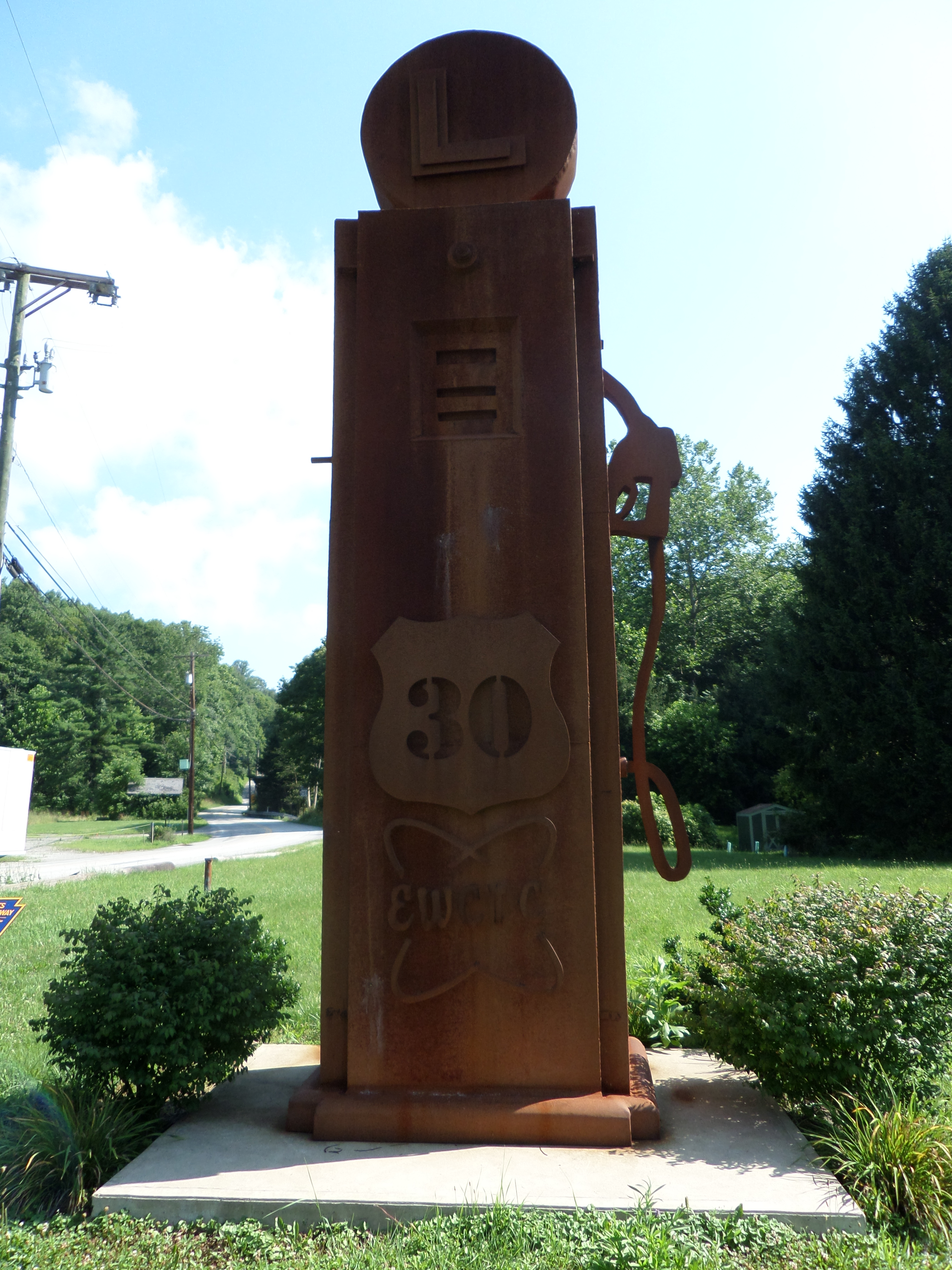
1940년대 당시의 베넷 가솔린 펌프의 모습. 높이는 25 피트 (약 7.5 m)이며, 무게는 4,900 lbs(약 2,200 kg)이다.
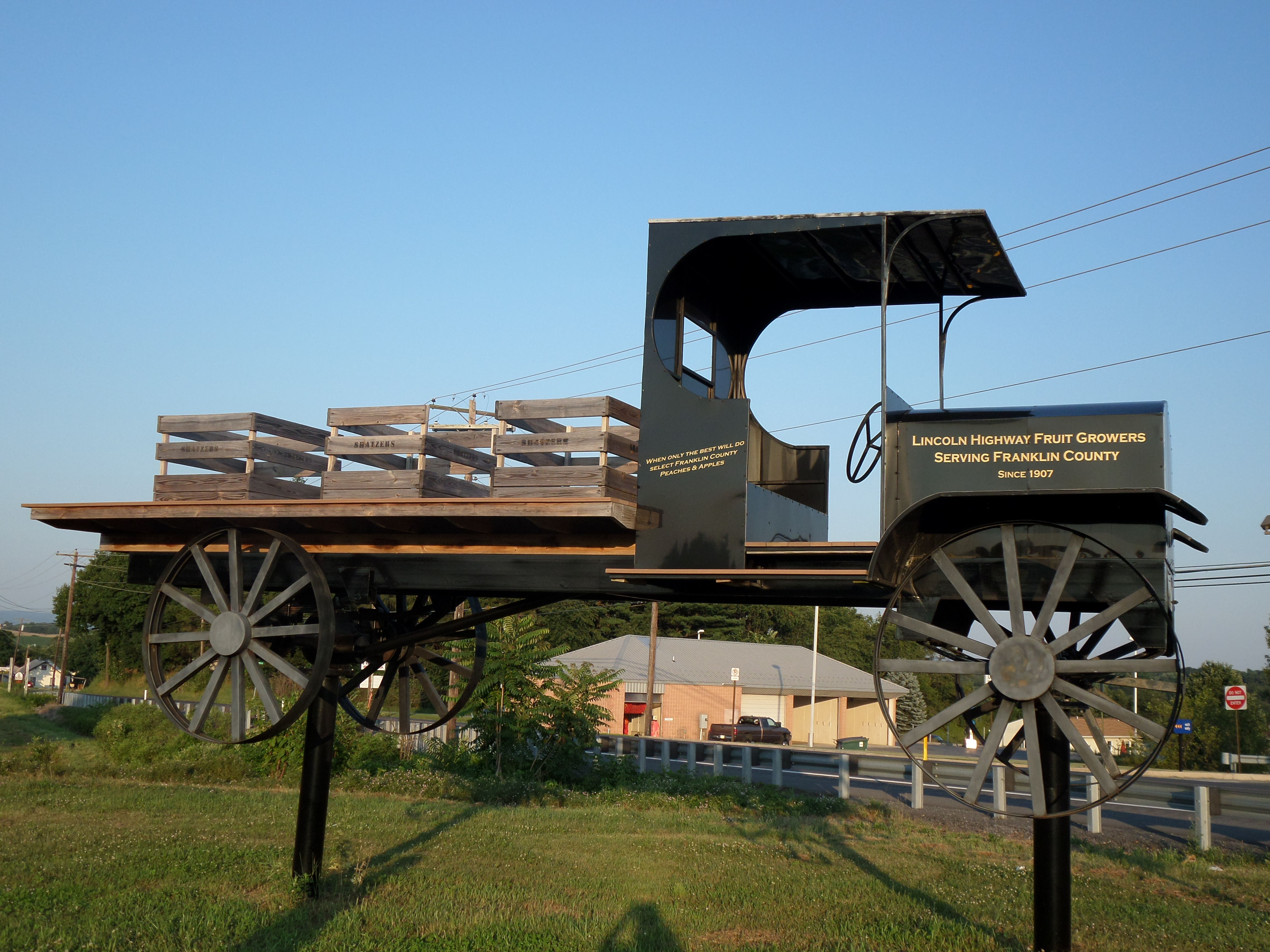
1921년 당시의 셀덴 픽업 트럭

## 같이 보기
- 미국의 일반 국도
- 주간고속도로
- 브리즈우드(영어판)
- 링컨 하이웨이 (오마하)(영어판)
- 국도 제66호선

## 참고 자료
- Kutz, Kevin (2006). Kevin Kutz's Lincoln Highway: Paintings and Drawings. Mechanicsburg, PA: Stackpole Books. ISBN 978-0-8117-3264-2.
- Wallis, Michael & Williamson, Michael (2007). The Lincoln Highway: Coast to Coast from Times Square to the Golden Gate (1st ed.). New York: W. W. Norton & Company. ISBN 978-0-393-05938-0.